# Hoya betchei
Hoya betchei är en oleanderväxtart som först beskrevs av Rudolf Schlechter, och fick sitt nu gällande namn av W.A. Whistler. Hoya betchei ingår i släktet Hoya och familjen oleanderväxter. Utöver nominatformen finns också underarten H. b. tutuilense.